# Robert Orzechowski
Robert Orzechowski, né le 22 novembre 1989 à Gdańsk, est un handballeur international polonais, évoluant au poste d'ailier au NMC Górnik Zabrze.

## Palmarès
- médaillé de bronze au championnat du monde 2015